# Белоглинный
Белоглинный — посёлок в Озинском районе Саратовской области, административный центр сельского поселения Урожайное муниципальное образование.

## География
Посёлок расположен при пруде на реке Верхняя Солянка, примерно в 35 км северо-восточнее районного центра — посёлка Озинки (42 по автодорогам).

## История
До 1984 года известен как центральная усадьба совхоза «Урожайный». Указом Президиума Верховного Совета РСФСР от 19 октября 1984 года посёлку присвоено наименование «Белоглинный». На административной карте Саратовской области 1956 года отмечен как центральная усадьба совхоза «Урожайный»

## Население
| Годы      | 2002 | 2010 |
| --------- | ---- | ---- |
| Население | 816  | ↘614 |